# Jan Herben

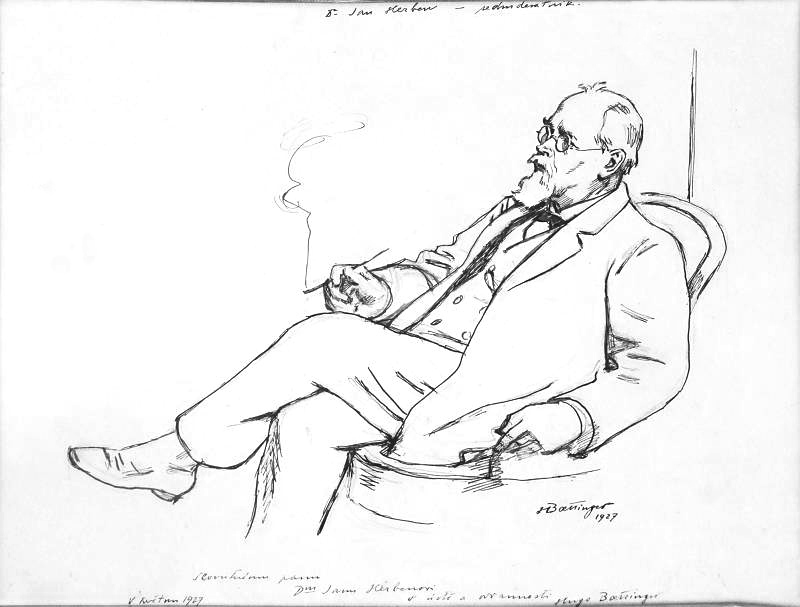
Jan Herben (1927). Zeichnung von Hugo Boettinger

Jan Herben (* 7. Mai 1857 in Brumovice bei Hustopeče; † 24. Dezember 1936 Prag) war ein tschechischer Politiker, Journalist, Schriftsteller und Historiker.

## Leben
Herben absolvierte 1878 das „Slawische Gymnasium“ in Brno. In den Jahren 1878–1883 legte er Prüfungen in Geschichte, Erdkunde und Tschechische Sprache auf der Hochschule ab. Er war dabei einer der Schüler von Václav Vladivoj Tomek, Jaroslav Goll und Antonín Rezek. Großen Einfluss übten auf ihn Jan Gebauer und Tomáš Garrigue Masaryk aus.
1885–1886 war er Journalist der Nationalblätter (Národní listy). Zu Weihnachten 1886 legte er eine vierzehntäglich erscheinende Zeitschrift Zeit (Čas) auf, die zwar wenig Leser, aber einen großen Einfluss hatte. 1889 erschien Zeit wöchentlich. 1892 heiratete er die Gelegenheitsschriftstellerin Bronislava Foustková. 1894 kaufte er die Zeit und hielt sie bis 1906. 1895 erschien als Beilage der Zeitschrift erstmals ein Büchlein und 1896 belletristische Beilage. Herben entdeckte Petr Bezruč und Jan Karafiát. Der Katholik Herben trat Ende des Jahrhunderts zu den Protestanten über und Zeit erschien seit 1901 täglich. 1905 wurde er von Emanuel Chalupný der Defraudation bezichtigt und daraufhin aus der Partei ausgeschlossen, kurze Zeit später jedoch rehabilitiert. Ab 1907 erschienen seine gesammelten Werke.
Während des Krieges war er Mitglied der sog. „Mafia“. 1915 wurde Zeit eingestellt. Herben gab kurze Zeit Neuheit (Novina) heraus und 1917 kehrte er zum Volksblatt zurück. 1918 wählte man ihn in den Nationalausschuss, später in die Revolutionäre Nationalversammlung (Revoluční národní shromáždění). 1918–1920 arbeitete er als Redakteur in der satirischen Zeitschrift Habe keine Angst (Nebojsa). 1920 wurde er zum Senator der Nationalen Demokratie (Národní demokracie) gewählt, kehrte nach gescheiterter Wiederwahl 1925 als Redakteur zum Volksblatt zurück. 1925 wurde er Mitglied der Nationalpartei der Arbeit (Národní strana práce), für die er 1927 in die Prager Zentralvertretung einzog, für ein Jahr wechselte er in die tschechische Nationalversammlung (České zemské zastupitelství) und 1930 zu den Volkssozialisten. Er starb in Prag und wurde in Olšany begraben.

## Werke
Als Literat war Herben Vertreter der Landesprosa. Unter dem literarischen Einfluss von Turgenew und Tolstoi würdigte er die Hussiten und verurteilte die Gegner der protestantischen Reformen.
Fachliteratur
- Meister Prager Jeronym (Mistr Jeroným Pražský)
- Die wahrheitsgemässe Schilderung des Lebens von Jan Hus (Pravdivé vylíčení života mistra Jana z Husince) (1884)
- Kyrill und Method (Cyril a Metoděj) (1885)
- Mähren in den Jahren 1618–1619 und die Politik des Karls des Älteren von Zerotin (Morava v letech 1618 – 1619 a politika Karla staršího ze Žerotína) (1886)
- Johann von Nepomuk – Zwist zwischen böhmischer Geschichte und Römischer Kirche (Jan Nepomucký. Spor dějin českých s církví římskou) (1893) – Polemik
- Zehn Jahre gegen den Strom (Deset let proti proudu 1886 – 1896) (1898) – Über den Beginn des Realismus
- Die Sekte von Masaryk und dis Schule Golls (Masarykova sekta a Gollova škola) 1912.
- Tábor ist unser Programm (Tábor je náš program) (1920) – Politisches Traktat
- Neue Lehre über den böhmischen Adel (Nové učení o české šlechtě) (1924) – Polemik
- M. V. Kramerius (1926) – Studie
- T. G. M. I – III (1926–1927) – Monografie über den Präsidenten Masaryk
- Die Frage der Religion in unserem Erwachen (Otázka náboženská v našem probuzení) (1927)
- Blätter aus dem Kriegstagebuch (Lístky z válečného deníku 1914 – 1918) (1933)
- Buch der Erinnerungen (Kniha vzpomínek) (1935)

Belletristik
- Mährische Bilder (Moravské obrázky) (1889) – Sammlung von Erzählungen
- Slowakische Kinder (Slovácké dět) (1890) – Sammlung von Erzählungen
- Bis in die dritte und vierte Generation (Do třetího i čtvrtého pokolení) (1892 – 1937) – sein bedeutendstes Werk, eine Romanchronik, unvollendet.
- Auf dem Dorf (Na dědině) (1893) – Sammlung von Erzählungen
- Bruder Jan Palecek (Bratr Jan Paleček) (1902) – Kinderbuch
- Hostišov (1907) – Historische Berichte und Naturbilder aus Tábor.